# Gryllomorpha zonata
Gryllomorpha zonata är en insektsart som beskrevs av Bolívar, I. 1914. Gryllomorpha zonata ingår i släktet Gryllomorpha och familjen syrsor.

## Underarter
Arten delas in i följande underarter:
- G. z. zonata
- G. z. ifni